# Course en ligne féminine de cyclisme sur route aux Jeux olympiques d'été de 2008
Pour un article plus général, voir Cyclisme aux Jeux olympiques d'été de 2008.
Navigation
Athènes 2004 Londres 2012
La course en ligne féminine de cyclisme sur route, épreuve de cyclisme des Jeux olympiques d'été de 2008, a lieu le 10 août 2008 sur le Vélodrome urbain sur route (l'un des huit sites temporaires prévus pour ces Jeux).
La course se déroule sur une distance de 126,4 km. 66 coureuses de 33 pays ont pris le départ de la course.
Des fortes pluies ont accompagné les cyclistes durant toute la course. Un groupe de cinq coureuses ont réussi à s'échapper au cours du dernier tour et elles se sont jouées la victoire au sprint. La plus rapide d'entre elles, la Britannique Nicole Cooke s'impose. Avec cette victoire, Cooke remporte la 200e médaille d'or de l'histoire pour son pays aux Jeux olympiques. La deuxième, la médaillée d'argent est la Suédoise Emma Johansson, tandis que la troisième est l'Italienne Tatiana Guderzo.
La Française Jeannie Longo, présente sur la course et qui participe à ses septièmes Jeux olympiques, termine en 24e position.
María Isabel Moreno est contrôlée positive à l'EPO une semaine avant la course. C'est le premier cas de dopage de ces Jeux.

## Médaillées
| Or           | Argent         | Bronze          |
| Nicole Cooke | Emma Johansson | Tatiana Guderzo |

## Qualification
Des quotas de places sont attribués aux Comité nationaux olympiques (CNO) en fonction du classement UCI par pays du 1er juin 2008 : les seize premiers pays qualifient trois coureuses, les pays classés de la 17e à la 24e place en qualifient deux. Un CNO ayant une coureuse parmi les cent premières du classement UCI individuel au 31 mai 2008 reçoit une place prise aux pays classés de la 17e à la 24e place, dans l'ordre inverse.
En outre, trois places sont attribuées lors des championnats du monde B aux CNO ne s'étant pas qualifiés via le classement UCI. Gu Sun-Geun, Hae Ok-Jeong et Thatsani Wichana obtiennent une place pour leur CNO par cette voie. Seule Gu Sun-Geun est cependant choisie par son comité pour participer aux Jeux.
La course a un quota de 67 coureuses. Le 5 juin, 66 sont qualifiées selon les règles ainsi fixées. Bien que la Chine et l'Autriche soient autorisées à aligner trois coureuses, ils n'en inscrivent que deux. Cela laisse trois places disponibles. Deux sont allouées à l'Afrique du Sud et à la Nouvelle-Zélande, grâce à leur place au classement UCI. La troisième est attribuée à Maurice, par invitation.
Seules 66 des 67 coureuses inscrites prennent le départ, l'Espagnole María Isabel Moreno étant écartée après avoir subi un contrôle antidopage positif.

## Favorites

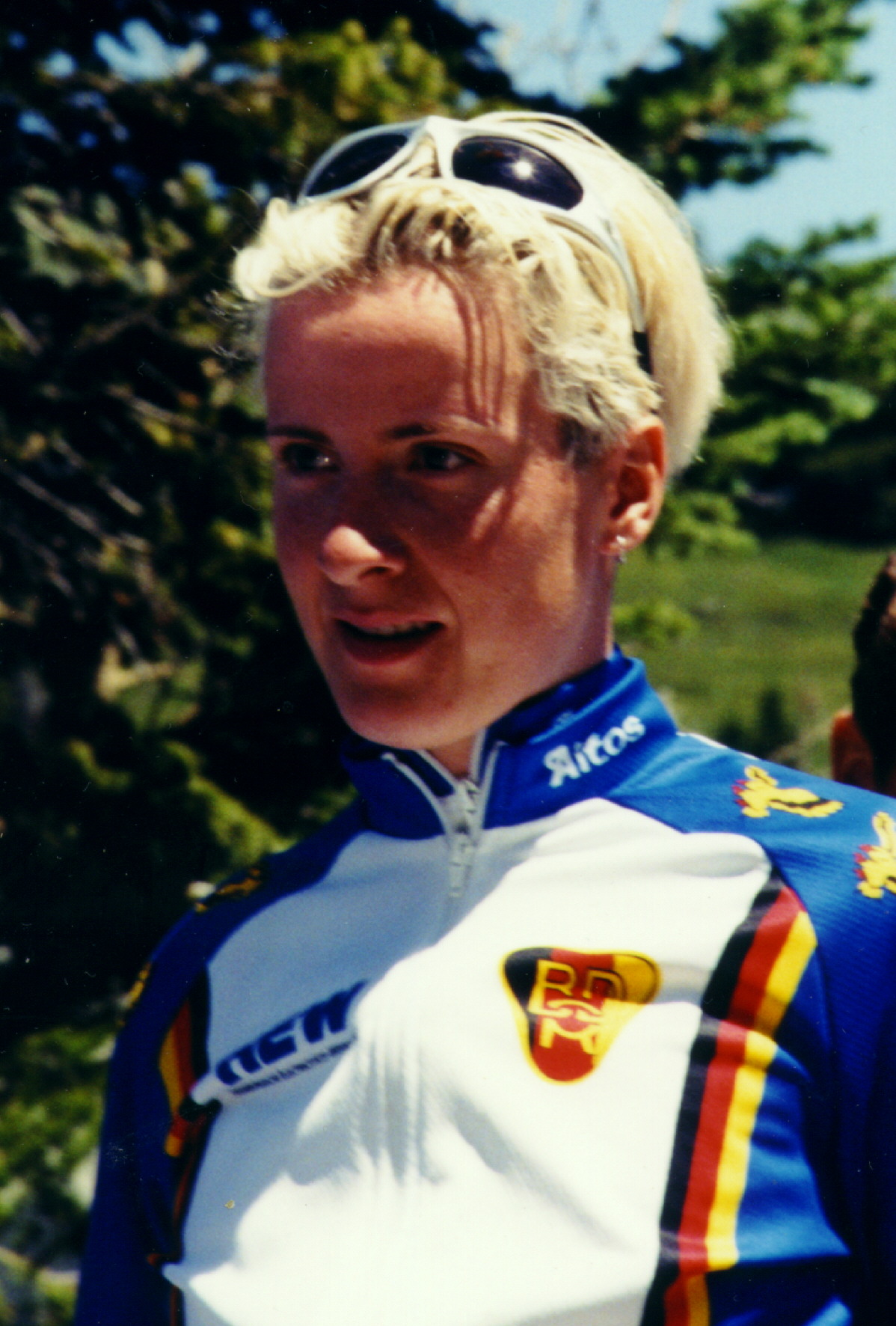
Judith Arndt, une des favorites

La grande favorite à la victoire finale est l'Allemande Judith Arndt, deuxième à Athènes en 2004. Elle est en bonne forme et vient de remporter la Coupe du monde cycliste féminine de Montréal 2008. Les autres favorites sont la Néerlandaise Marianne Vos, la Britannique Nicole Cooke et l'Italienne Noemi Cantele. Par ailleurs, l'équipe d'Australie, incluant la vainqueur sortante Sara Carrigan, Oenone Wood et Katherine Bates forme un fort collectif. La course étant vallonnée dans sa partie finale, la vainqueur se doit d'être une bonne grimpeuse. Il faut noter la présence de Jeannie Longo, quarante-neuf ans, qui bien que ne faisant plus partie des favorites en est à sa septième participation à l'événement, avec notamment une victoire en  1996.

## Parcours
Le Vélodrome urbain sur route (l'un des huit sites temporaires de ces Jeux) est d'une longueur de 102,6 km, la distance totale de 126,4 km, soit moins de la moitié de la distance des hommes. Contrairement aux éditions précédentes, le départ et l'arrivée ne se situent pas au même endroit. La ligne de départ se trouve vers le Yongdingmen Gate, un vestige de la vieille ville de Pékin, qui est une partie du district de Chongwen situé au nord de Pékin. L'épreuve se termine sur le Juyong Pass, dans le District de Changping.

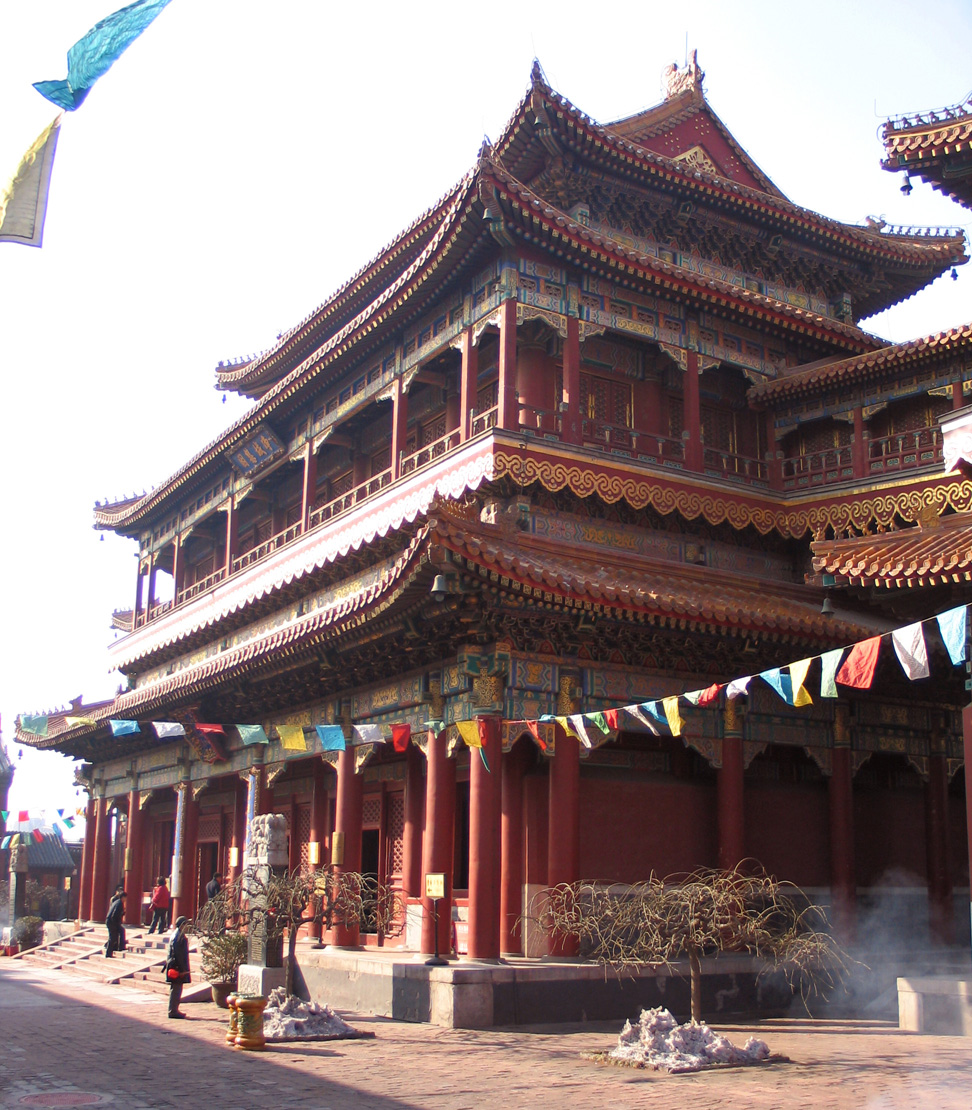
Le Temple de Yonghe.

La course débute dans le centre de Pékin et, par conséquent, la route est relativement plate. Aux environs du kilomètre 78,8, les coureurs atteignent la section de Badaling de la Grande Muraille, pour commencer leur première des sept boucles de 23,8 km. Les cyclistes rencontrent une première augmentation du pourcentage de la pente lors du passage du col de Badaling. Cette montée a un dénivelé positif de 338,2 mètres, sur une distance de 12,4 km entre le début du circuit et le point culminant de l'ascension. La pente maximale est de 10 pour cent. À partir de là, les coureurs roulent sur un faux plat, avant de descendre sur une autoroute en direction du Juyongguan. Les derniers 350 m de la course constituent une montée quelque peu raide, qui doit assurer une course intéressante jusqu'au bout.
La route passe sur un total de huit districts : Chongwen, Xuanwu, Dongcheng, Xicheng, Chaoyang, Haidian, Changping, et Yanqing. Le décor de la course est décrit comme « majestueux », le paysage incluant le Temple du ciel, le Palais de l'Assemblée du Peuple, la place Tian'anmen, le Temple de Yonghe et la Grande Muraille de Chine. On peut également apercevoir les œuvres architecturales construites spécialement pour ces J.O. telles que le Stade national de Pékin et le Centre national de natation (familièrement appelé le « Cube d'eau »).
En raison des règles de sécurité mises en place par les organisateurs, aucun spectateur ne peut assister à la course au bord de la route. Cette décision est très controversée : plusieurs personnalités du cyclisme, y compris le président de l'UCI Pat McQuaid et les participants masculins australiens Stuart O'Grady et Cadel Evans, critiquent cette position. Ils estiment que l'absence de personnes le long du parcours prive la course d'une atmosphère comparable aux autres épreuves cyclistes. Malgré ces protestations, la course se déroule sans spectateur.

## Déroulement de la course
La course s'élance à 14 heures, heure locale. La météo est fraiche, seize degrés, et nuageuse, les routes sont sèches lors du départ. À mi-course, il se met néanmoins à pleuvoir intensivement. 
La Sud-coréenne Gu Sun Geun chute en entraînant d'autres concurrentes avec elle. Elle termine sa course dans un fossé bétonné au bord de l'autoroute. La Russe Natalia Boyarskaya s'échappe. Son avance atteint cinquante-neuf secondes en haut de la côte de Badaling. À une intersection, la signalisation peu claire l'oblige à s'arrêter pour savoir quel côté choisir.
L'Américaine Christine Thorburn mène le peloton, et réduit l'écart à trente-quatre secondes à l'amorce du dernier tour de 23,8 km. Emma Pooley (Grande-Bretagne) et Tatiana Guderzo (Italie) attaquent dans l'ascension et reprennent Natalia Boyarskaya à vingt-deux kilomètres de l'arrivée. L'équipe d'Allemagne poursuit le groupe et le reprend peu après. À treize kilomètres de l'arrivée, Guderzo place une nouvelle offensive et passe en tête de la dernière ascension du parcours. Elle est rejointe par Christiane Söder (Autriche), Emma Johansson (Sweden), Nicole Cooke (Grande-Bretagne) et Linda Villumsen (Danemark). À sept kilomètres de l'arrivée, ce groupe a seize secondes d'avance sur le peloton. Marianne Vos (Pays-Bas) est en tête de peloton avec Judith Arndt. Les cinq échappées se disputent la victoire. Nicole Cooke lance le sprint au deux cents mètres et s'impose devant Emma Johansson et Tatiana Guderzo. Marianne Vos règle le peloton vingt-et-une secondes plus tard.
Après la course, on apprend que Nicole Cooke se laissait lâcher intentionnellement dans les virages, ses pneus étant peu adaptés à la pluie. Le sélectionneur national britannique Julian Winn explique : « Nous avions peur que quelqu'un chute devant elle, nous lui avons donc dit de rester sur la gauche. Nous savions qu'elle pouvait les rejoindre après ». Nicole Cooke avait effectué un repérage du parcours. L'équipe de Grande-Bretagne a appliqué le plan tactique décidé au départ,.

## Classement final
Source : Résultats officiels
| Rang | Cycliste                 | Pays             | Temps           |
| ---- | ------------------------ | ---------------- | --------------- |
| 1    | Nicole Cooke             | Royaume-Uni      | 3 h 32 min 24 s |
| 2    | Emma Johansson           | Suède            | m.t.            |
| 3    | Tatiana Guderzo          | Italie           | m.t.            |
| 4    | Christiane Soeder        | Autriche         | 3 h 32 min 28 s |
| 5    | Linda Villumsen          | Danemark         | 3 h 32 min 32 s |
| 6    | Marianne Vos             | Pays-Bas         | 3 h 32 min 45 s |
| 7    | Priska Doppmann          | Suisse           | m.t.            |
| 8    | Paulina Brzeźna          | Pologne          | m.t.            |
| 9    | Edita Pučinskaitė        | Lituanie         | m.t.            |
| 10   | Zulfiya Zabirova         | Kazakhstan       | m.t.            |
| 11   | Jolanta Polikevičiūtė    | Lituanie         | m.t.            |
| 12   | Julia Martisova          | Russie           | m.t.            |
| 13   | Christel Ferrier-Bruneau | France           | m.t.            |
| 14   | Maryline Salvetat        | France           | m.t.            |
| 15   | Noemi Cantele            | Italie           | m.t.            |
| 16   | Gao Min                  | Chine            | 3 h 32 min 52 s |
| 17   | Leigh Hobson             | Canada           | m.t.            |
| 18   | Nicole Brändli           | Suisse           | m.t.            |
| 19   | Anna Sanchis             | Espagne          | m.t.            |
| 20   | Trixi Worrack            | Allemagne        | m.t.            |
| 21   | Susanne Ljungskog        | Suède            | m.t.            |
| 22   | Yevgeniya Vysotska       | Ukraine          | 3 h 32 min 55 s |
| 23   | Emma Pooley              | Royaume-Uni      | m.t.            |
| 24   | Jeannie Longo            | France           | 3 h 32 min 57 s |
| 25   | Kristin Armstrong        | États-Unis       | 3 h 33 min 07 s |
| 26   | Anita Valen de Vries     | Norvège          | 3 h 33 min 17 s |
| 27   | Modesta Vžesniauskaitė   | Lituanie         | m.t.            |
| 28   | Joanne Kiesanowski       | Nouvelle-Zélande | m.t.            |
| 29   | Oenone Wood              | Australie        | m.t.            |
| 30   | Grete Treier             | Estonie          | m.t.            |
| 31   | Miho Oki                 | Japon            | m.t.            |

| Rang | Cycliste                      | Pays             | Temps           |
| ---- | ----------------------------- | ---------------- | --------------- |
| 32   | Tatiana Stiajkina             | Ukraine          | m.t.            |
| 33   | Amber Neben                   | États-Unis       | m.t.            |
| 34   | Marissa van der Merwe         | Afrique du Sud   | m.t.            |
| 35   | Sharon Laws                   | Royaume-Uni      | m.t.            |
| 36   | Mirjam Melchers               | Pays-Bas         | m.t.            |
| 37   | Erinne Willock                | Canada           | 3 h 33 min 23 s |
| 38   | Sara Carrigan                 | Australie        | 3 h 33 min 25 s |
| 39   | Hanka Kupfernagel             | Allemagne        | m.t.            |
| 40   | Natalia Boyarskaya            | Russie           | 3 h 33 min 45 s |
| 41   | Judith Arndt                  | Allemagne        | 3 h 33 min 51 s |
| 42   | Oksana Kashchyshyna           | Ukraine          | 3 h 34 min 13 s |
| 43   | Alexandra Burchenkova         | Russie           | 3 h 36 min 32 s |
| 44   | Lieselot Decroix              | Belgique         | 3 h 36 min 35 s |
| 45   | Alessandra Giusseppina Grassi | Mexique          | m.t.            |
| 46   | Monika Schachl                | Autriche         | 3 h 36 min 37 s |
| 47   | Chantal Beltman               | Pays-Bas         | 3 h 37 min 02 s |
| 48   | Meng Lang                     | Chine            | 3 h 37 min 42 s |
| 49   | Sigrid Teresa Corneo          | Slovénie         | 3 h 39 min 29 s |
| 50   | Alexandra Wrubleski           | Canada           | 3 h 39 min 36 s |
| 51   | Clemilda Fernandes            | Brésil           | 3 h 41 min 01 s |
| 52   | Christine Thorburn            | États-Unis       | 3 h 41 min 08 s |
| 53   | Catherine Cheatley            | Nouvelle-Zélande | m.t.            |
| 54   | Danielys García               | Venezuela        | 3 h 43 min 25 s |
| 55   | Marta Vilajosana              | Espagne          | m.t.            |
| 56   | Sara Mustonen                 | Suède            | m.t.            |
| 57   | Angie González                | Venezuela        | m.t.            |
| 58   | Gu Sun-Geun                   | Corée du Sud     | 3 h 45 min 59 s |
| 59   | Cherise Taylor                | Afrique du Sud   | 3 h 48 min 33 s |
| 60   | Yumari González               | Cuba             | 3 h 51 min 39 s |
| 61   | Chanpeng Nontasin             | Thaïlande        | 3 h 51 min 51 s |
| 62   | Aurélie Halbwachs             | Maurice          | 3 h 52 min 11 s |

### Abandons
Il y eut quatre abandons:
1. Son Hee-Jung (chute)
2. Vera Carrara
3. Katherine Bates
4. Jennifer Hohl (chute)

## Liste des engagées
Source
| Australie                                                                  | Pays-Bas                                                                         | Allemagne                                                                  | Italie                                                       |
| - 1. Sara Carrigan - 2. Katherine Bates - 3. Oenone Wood                   | - 4. Chantal Beltman - 5. Mirjam Melchers - 6. Marianne Vos                      | - 7. Judith Arndt - 8. Hanka Kupfernagel - 9. Trixi Worrack                | - 10. Noemi Cantele - 11. Vera Carrara - 12. Tatiana Guderzo |
| États-Unis                                                                 | Suède                                                                            | Suisse                                                                     | Royaume-Uni                                                  |
| - 13. Kristin Armstrong - 14. Amber Neben - 15. Christine Thorburn         | - 16. Emma Johansson - 17. Susanne Ljungskog - 18. Sara Mustonen                 | - 19. Nicole Brändli - 20. Priska Doppmann - 21. Jennifer Hohl             | - 22. Nicole Cooke - 23. Sharon Laws - 24. Emma Pooley       |
| France                                                                     | Lituanie                                                                         | Russie                                                                     | Autriche                                                     |
| - 25. Christel Ferrier-Bruneau - 26. Jeannie Longo - 27. Maryline Salvetat | - 28. Jolanta Polikevičiūtė - 29. Edita Pučinskaitė - 30. Modesta Vžesniauskaitė | - 31. Natalia Boyarskaya - 32. Alexandra Burchenkova - 33. Julia Martisova | - 34. Monika Schachl - 35. Christiane Soeder                 |
| Canada                                                                     | Chine                                                                            | Ukraine                                                                    | Espagne                                                      |
| - 36. Leigh Hobson - 37. Erinne Willock - 38. Alexandra Wrubleski          | - 39. Min Gao - 40. Lang Meng                                                    | - 41. Oksana Kashchyshyna - 42. Tatiana Stiajkina - 43. Yevgeniya Vysotska | - 44. Anna Sanchis - 45. Marta Vilajosana                    |
| Belgique                                                                   | Venezuela                                                                        | Afrique du Sud                                                             | Nouvelle-Zélande                                             |
| - 46. Lieselot Decroix                                                     | - 47. Daniely Del Valle Garcia Buitriag - 48. Angie Sabrina Gonzalez Garcia      | - 49. Cherise Taylor - 50. Marissa van der Merwe                           | - 51. Catherine Cheatley - 52. Joanne Kiesanowski            |
| Japon                                                                      | Mexique                                                                          | Danemark                                                                   | Estonie                                                      |
| - 53. Miho Oki                                                             | - 54. Alessandra Giusseppina Grassi                                              | - 55. Linda Villumsen                                                      | - 56. Grete Treier                                           |
| Brésil                                                                     | Cuba                                                                             | Pologne                                                                    | Kazakhstan                                                   |
| - 57. Clemilda Silva                                                       | - 58. Yumari González                                                            | - 59. Paulina Brzeźna                                                      | - 60. Zulfiya Zabirova                                       |
| Corée du Sud                                                               | Norvège                                                                          | Thaïlande                                                                  | Maurice                                                      |
| - 61. Sungeun Gu - 62. Heejung Son                                         | - 63. Anita Valen de Vries                                                       | - 64. Chanpeng Nontasin                                                    | - 65. Aurélie Halbwachs                                      |
| Slovénie                                                                   |                                                                                  |                                                                            |                                                              |
| - 66. Sigrid Teresa Corneo                                                 |                                                                                  |                                                                            |                                                              |